# Ла Бланка (Тексас)
Ла Бланка (енгл. La Blanca) насељено је место без административног статуса у америчкој савезној држави Тексас.

## Демографија
По попису из 2010. године број становника је 2.488, што је 137 (5,8%) становника више него 2000. године.
| Група             | 2000.         | 2010.         |
| Белци             | 46 (2,0%)     | 113 (4,5%)    |
| Афроамериканци    | 0 (0,0%)      | 3 (0,1%)      |
| Азијати           | 4 (0,2%)      | 0 (0,0%)      |
| Хиспаноамериканци | 2.289 (97,4%) | 2.374 (95,4%) |
| Укупно            | 2.351         | 2.488         |